# Parada de Txagorritxu
Txagorritxu es una parada de la línea Ibaiondo - Salburua del tranvía de Vitoria, explotado por Euskotren Tranbia. Fue inaugurada el 23 de diciembre de 2008 junto a todas las paradas del ramal de Ibaiondo, desde la de Angulema hasta la de Ibaiondo.

## Localización
Se encuentra ubicada en el Bulevar de Euskal Herria, junto al Hospital Universitario de Álava.

## Líneas
| Líneas que prestan servicio en la parada de Txagorritxu |            |       |               |             |
| << Cabecera                                             | < Anterior | Línea | Siguiente >   | Cabecera >> |
| Ibaiondo                                                | Wellington | TVG   | Euskal Herria | Salburua    |